# Concerto pour violoncelle et orchestre de Blacher
Pour les articles homonymes, voir Concerto pour violoncelle (homonymie).
Le Concerto pour violoncelle et orchestre de Boris Blacher est composé en 1964 et créé en 1965 par l'Orchestre symphonique de la WDR de Cologne dirigé par Christoph von Dohnanyi avec le violoncelliste Siegfried Palm. La musique sobre et lapidaire utilise la technique sérielle.

## Structure
1. Introduction
2. Scherzo
3. Intermezzo
4. Variations avec une cadence du violoncelle en «mètres variables»

## Instrumentation
- une flûte, une clarinette, un basson, un hautbois, une trompette, un cor, un trombone, cordes
- Durée d'exécution : vingt deux minutes.

## Source
- François-René Tranchefort dir. Guide de la musique symphonique Fayard 1989 p. 107  (ISBN 2-213-01638-0)